# 宗谷 (列車)

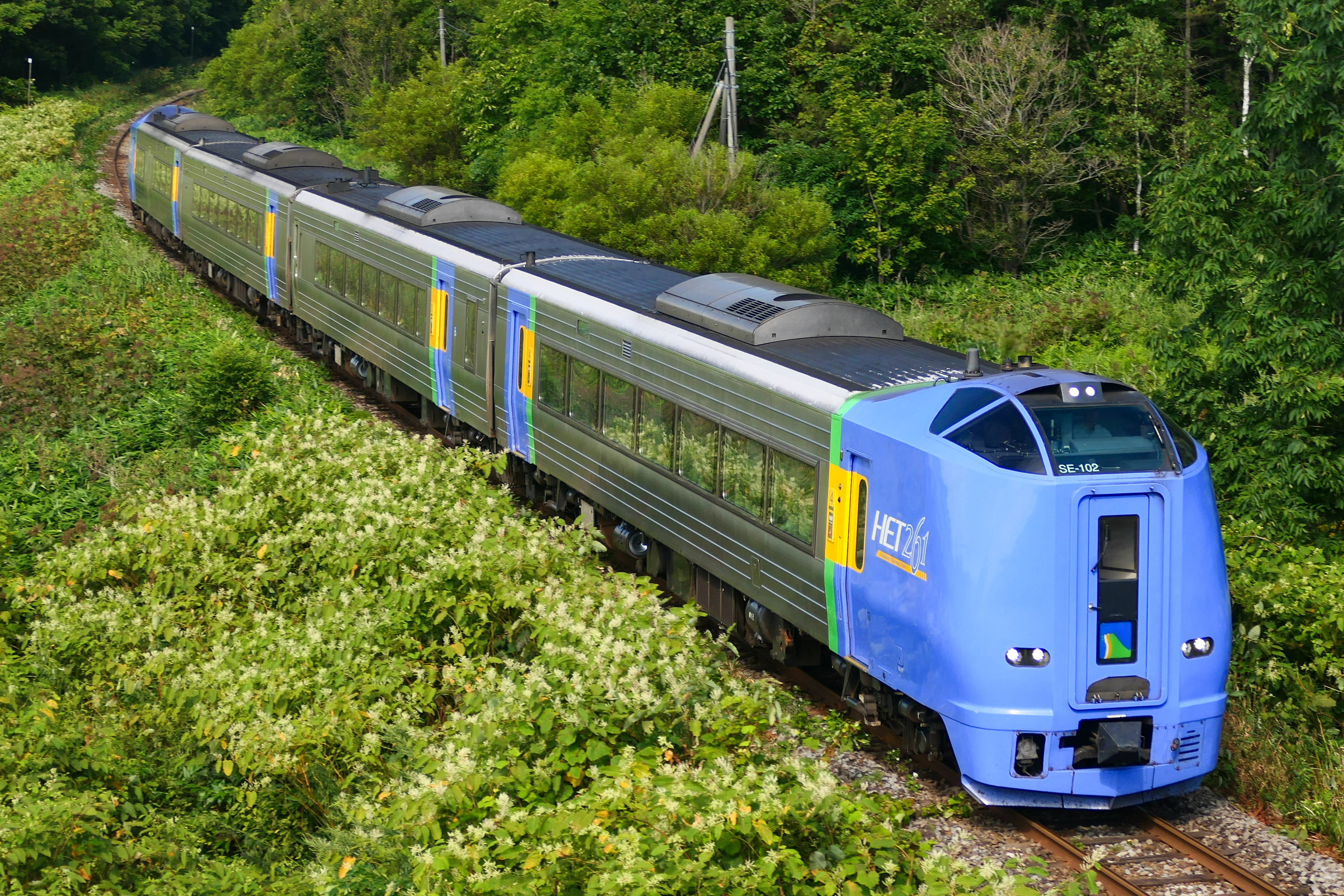
サロベツ（2024年8月 豊富駅 - 下沼駅間）

宗谷（そうや）は、北海道旅客鉄道（JR北海道）が札幌駅 - 稚内駅間を函館本線・宗谷本線経由で運行している特別急行列車。
本項目では、同じく宗谷本線で運行されている特急「サロベツ」と、過去に宗谷本線およびその支線である天北線で運行されていた優等列車の沿革についても記述する。

## 概要

### 宗谷
1960年（昭和35年）7月1日に準急「宗谷」として札幌駅 - 稚内駅間で運転開始し、札幌駅 - 旭川駅間では「オホーツク」を併結していた。1961年（昭和36年）10月1日には急行列車格上げと同時に、函館駅発着（室蘭本線・千歳線経由）で運行されるようになり、1964年（昭和39年）10月1日には経由を室蘭本線から小樽駅経由に変更の上で、単独運転を開始した。
1981年（昭和56年）10月1日には札幌駅発着に戻され、1989年（平成元年）5月1日には天北線廃止に伴い、札幌駅 - 浜頓別駅 - 稚内駅間で運行されていた「天北」を経路変更を行ったうえで編入し2往復化されたが、1992年（平成4年）7月1日には上下の2便目を別愛称の「サロベツ」として分離し再度1往復となった。
その後、JR北海道と北海道、名寄市などが出資する第三セクター北海道高速鉄道開発を主体とする、宗谷本線旭川駅 - 名寄駅間の高速化改良事業が完成した2000年（平成12年）3月11日ダイヤ改正から、宗谷本線を走行する急行列車4往復はすべて特急列車への格上げ・速達化が実施された。このうち、キハ261系気動車（基本番台）を使用した昼行2往復については、「宗谷」の愛称を引き継ぐ形で「スーパー宗谷」の愛称が起用された。「スーパー宗谷」の運転開始により、札幌駅 - 稚内駅間の所要時間は4時間台となり、急行時代の最速列車から52分（うち、札幌駅 - 名寄駅間は38分）もの大幅な短縮が図られた。
2017年（平成29年）3月4日のダイヤ改正では、それまで札幌駅 - 稚内駅間に3往復運転されていた特急のうち2往復を旭川駅 - 稚内駅間に短縮・再編し、引き続き札幌駅 - 稚内駅間で運転される1往復は「宗谷」に再改称されている。
列車名は北見国宗谷郡や宗谷支庁（→宗谷総合振興局）、稚内市にある宗谷岬および走行線区の宗谷本線に由来する。なお、宗谷本線特急列車運転開始時の愛称の一般公募でも「スーパー宗谷」が最多得票であった。ヘッドマークは「スーパー宗谷」運転開始時に制定されたものから文字を抜いたもので、急行時代のヘッドマークをもとに道北地域の地形を図案化したものとしている。
走行距離は396.2 kmに及び、これは2017年3月4日以降、日本国内で定期運行されている気動車特急で最も長い。電車特急を含めても、昼行列車としてはにちりんシーガイア（413.1 km）に次いで第2位である。

### サロベツ
JR北海道発足後の1991年（平成3年）、宗谷本線名寄以北の運営効率化・経費削減を狙って宗谷北線運輸営業所が発足し、地元密着の運営を行うこととなった。
そのような中で、地元自治体から急行列車の愛称について要望があり、沿線の幌延町から豊富町にかけて広がるサロベツ原野（利尻礼文サロベツ国立公園の一部）のイメージアップを狙って、1992年（平成4年）7月1日に「宗谷」2往復のうち、上下の2便目に当たる1往復を別愛称の「サロベツ」に変更したことで登場した愛称である。この時点では「宗谷」と愛称以外の違いは特段存在しなかった。
2000年（平成12年）3月11日の宗谷本線高速化完成に伴うダイヤ改正では、札幌駅 - 稚内駅間昼行特急列車1往復の愛称とされ、「スーパー宗谷」と異なり、専用の改造を施されたキハ183系気動車が夜行の「利尻」（2006年定期運転終了）と共通で使用された。
2017年（平成29年）3月4日のダイヤ改正では、宗谷本線の特急列車再編に伴い、旭川駅 - 稚内駅間に短縮された特急2往復の愛称に「サロベツ」が転用され、同時に「宗谷」と共通のキハ261系基本番台での運転となった。
ヘッドマークは2017年（平成29年）の特急列車再編以降は「宗谷」と共通としているが、それ以前はサロベツ原野と利尻山、エゾカンゾウを描いたものを使用していた。LED式の表示器を装備したキハ261系5000番台の代走では専用の愛称表示が使用されている。

## 運行概況
以下特記ない限り2021年（令和3年）3月16日ダイヤ改正時点での情報である。
「宗谷」は午前に下り（札幌発）1本、午後（稚内発）に上り1本の計1往復が運転され、全区間の所要時間は下り5時間10分、上り5時間13分である。
「サロベツ」は1日2往復（1 - 4号）が運転されており、このうち下り3号・上り4号は閑散期の指定日に運休となる。全列車が旭川駅で札幌駅 - 旭川駅間の特急「ライラック」の特定列車と対面乗り換えで接続する。乗り換え時間を含む「ライラック」「サロベツ」を利用した場合の札幌駅 - 稚内駅間平均所要時間は5時間21分である。
両列車ともに、車内販売は行われていない。

### 停車駅
※宗谷は札幌 - 稚内間、サロベツは旭川 - 稚内間の運転
札幌駅 - 岩見沢駅 - （美唄駅） - （砂川駅） - 滝川駅 - 深川駅 - 旭川駅 - 和寒駅 - 士別駅 - 名寄駅 - 美深駅 - 音威子府駅 - 天塩中川駅 - 幌延駅 - 豊富駅 - 南稚内駅 - 稚内駅
- （ ）は宗谷の下り列車のみ停車
- サロベツは全列車が旭川駅で特急「ライラック」と接続する。
- 下り列車は自動閉塞から電子閉塞への切り替えが必要であることから、必ず永山駅に運転停車する(乗降不可)。

### 使用車両・編成
両列車ともにキハ261系基本番台気動車（苗穂運転所所属）が使用される。4両編成で運行され、1号車の半室（9席）がグリーン車となっている。全列車が禁煙車（喫煙ルームなし）である。
多客期には6両編成に増結される場合があり、通常1・2号車となる2両が21・22号車として稚内方に連結される場合と、通常3・4号車となる2両が5・6号車として札幌方に連結される場合がある（キハ261系の項も参照）。また、宗谷本線内では増結となった場合プラットホームの有効長が不足する駅があるため、当該の駅では進行方向後ろ寄りの1 - 2両のドアカットを行う。
2020年（令和2年）11月14日・15日には、キハ261系5000番台「はまなす」編成のデビューと北海道鉄道140周年記念に伴い、下り「宗谷」と「サロベツ」4号に同車が運用に充当される。5両編成で運行され、1号車はフリースペースの「はまなすラウンジ」（下り「宗谷」運用時は美深駅 - 稚内駅間はダイニングカープランの予約客のみ利用可能）、2 - 4号車は普通指定席、5号車は普通自由席であった。また、「はまなすラウンジ」の販売カウンターでは、沿線での銘菓や銘酒など、飲料や菓子類の販売が実施された。
その後、2020年（令和2年）11月28日からは、キハ261系5000番台「はまなす」「ラベンダー」編成が随時代走運用されている。基本的に5両編成で運行され、稚内方先頭車両に設置されている「ラウンジ」は増1号車自由席、1 - 3号車は指定席、札幌方先頭車である4号車は自由席となる。なお、グリーン車は連結されない。
なおキハ261系にトラブルが発生した場合、1000番代は使用されず、キハ183系一般車や「ノースレインボーエクスプレス」で運行することがある。また、特急列車を運休として代替の臨時列車を運転する場合もあり、本来4両編成の列車が1両編成の列車による輸送となることもある。

### 町民乗車票

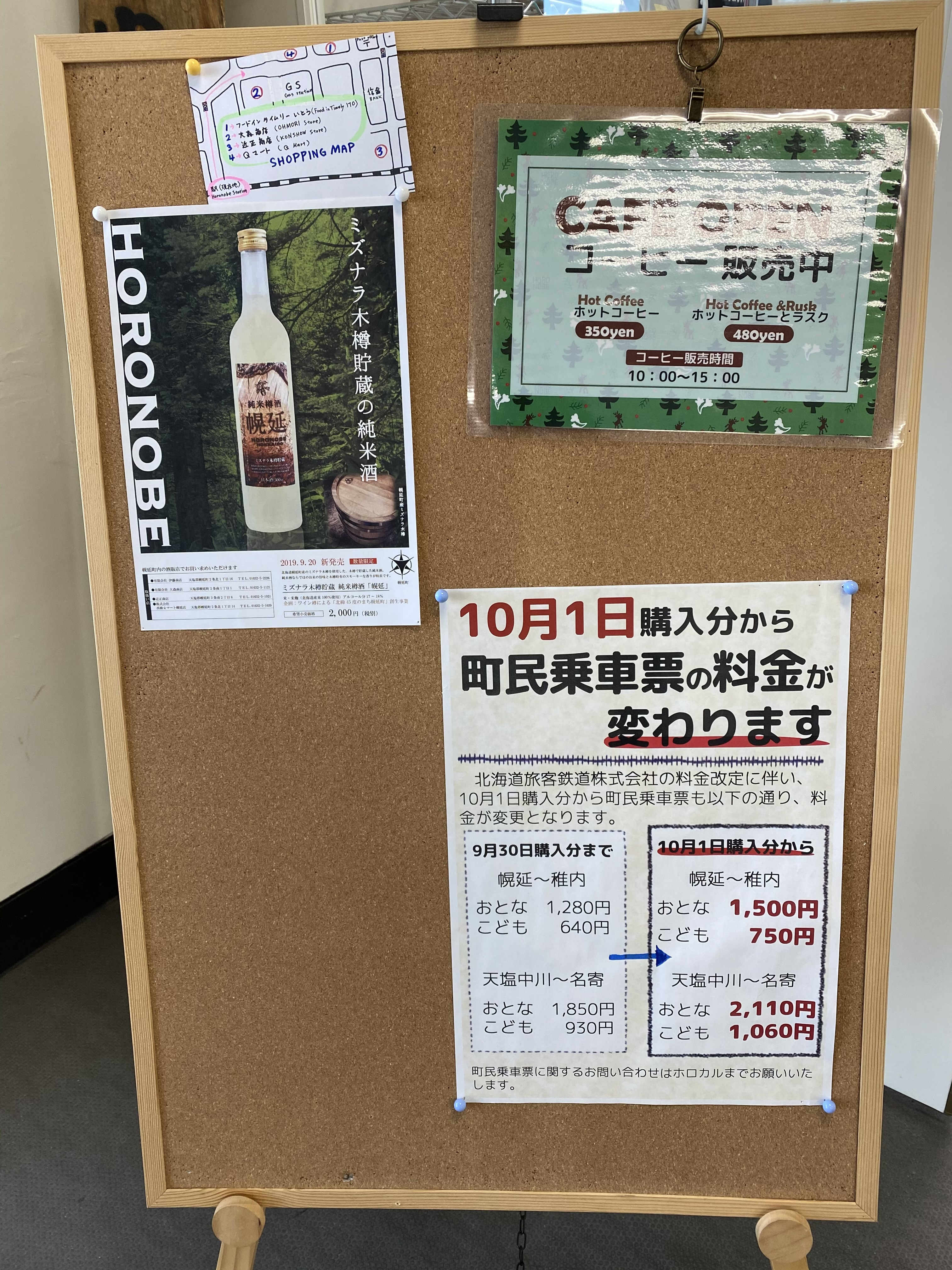
幌延駅の待合室に掲示された「町民乗車票」の販売と料金の告知（2020年1月）

2016年（平成28年）3月26日ダイヤ改正ではJR北海道各線での普通列車の減便が実施された。宗谷本線では減便により、音威子府駅 - 稚内駅間の普通列車が上下各5本から各3 - 4本に減便され、日中には最大で8時間に渡り普通列車が運転されない時間帯も生じた（宗谷本線#地域輸送も参照）。このため代替措置として、同年3月24日から沿線の中川町・幌延町・豊富町の各町がJR北海道と大口契約を結び、特急列車の普通車自由席に、当該区間の普通乗車券+10円に相当する金額で乗車可能となる町民乗車票（いわゆる契約乗車票、実際には運賃も割引かれており、両方を割引いた結果として「+10円」相当額になっている）が設定・販売されている。この町民乗車票はJR北海道の窓口や列車内での購入はできず、各町内の指定の発売場所で事前販売が行われる。また、町民以外へは発売されない。

発売区間は中川町が天塩中川駅 - 名寄駅間、幌延町が天塩中川駅 - 名寄駅間および幌延駅 - 稚内駅間、豊富町が豊富駅 - 稚内駅間である。

## 宗谷本線・天北線優等列車概説

### 利尻
| 特急「利尻」 （2006年8月1日 / 稚内駅） |  | 特急「利尻」にも充当されたスハネフ14-502（2008年3月3日 / 札幌駅） |
| 特急「利尻」 （2006年8月1日 / 稚内駅） |  | 特急「利尻」にも充当されたスハネフ14-502（2008年3月3日 / 札幌駅） |

1958年（昭和33年）10月1日、札幌駅 - 稚内駅間の夜行準急列車として運行を開始し、1966年（昭和41年）3月5日に急行列車となった。1968年（昭和43年）10月1日には昼行の「礼文」を統合して昼行夜行2往復となるが、1970年（昭和45年）10月1日に再度分離し、再び夜行1往復のみの体制となった。
1982年（昭和57年）11月15日からは座席車に14系500番台客車が投入され、1983年（昭和58年）4月25日から寝台車も14系に置き換えられた。
1991年（平成3年）3月16日からは、「宗谷」と共通のキハ400形・キハ480形気動車に14系寝台客車を併結する編成を初めて投入し、のちにこのスタイルは特急「オホーツク9・10号」「おおぞら13・14号（→「まりも」）」にも拡大されることとなった。
2000年（平成12年）3月11日の宗谷本線高速化竣工に伴うダイヤ改正では、特急列車化され、座席車を「サロベツ」と共通のキハ183系に変更したが、引き続き14系寝台車を混結していた。
2006年（平成18年）3月のダイヤ改正では臨時列車化され、同年6月から夏季に特急「はなたび利尻」として運転されるようになったが、なおも利用が減少傾向にあることから、2008年（平成20年）4月にJR北海道が廃止を発表し、事実上2007年（平成19年）9月30日の運行を最後に廃止された。
列車名は、稚内市の西方の日本海に浮かぶ利尻島が由来となっている。ヘッドマークは急行時代から海上に浮かぶ利尻島（利尻山）を描いたものを使用していた。
定期列車廃止時の停車駅
札幌駅 - 江別駅 - 岩見沢駅 - 美唄駅 - 砂川駅 - 滝川駅 - 深川駅 - 旭川駅 - 和寒駅 - 士別駅 - 名寄駅 - 美深駅 - 音威子府駅 - 天塩中川駅 - 幌延駅 - 豊富駅 - 南稚内駅 - 稚内駅
- 昼行列車と異なり、急行時代から江別駅・美唄駅・砂川駅にも停車していた。

### 天北
| 上り急行「天北」 （1986年 名寄駅） |  | マヤ34を機関車次位に連結した上り急行「天北」（1988年7月 音威子府駅）  |
| 上り急行「天北」 （1986年 名寄駅） |  | マヤ34を機関車次位に連結した上り急行「天北」 （1988年7月 音威子府駅） |

1961年（昭和36年）10月1日、札幌駅 - 稚内駅間を函館本線・宗谷本線・天北線経由で運行する急行列車として運行を開始し、1989年（平成元年）5月1日の天北線廃止に伴い、経路変更を行ったうえで「宗谷」に編入された。
列車名は経由路線である天北線（沿線地域の旧国名「天塩国」「北見国」から命名）が由来となっている。ヘッドマーク・テールマークは北斗七星を描いたものであった。
なお、旅客営業取扱基準規程110条および154条（列車特定区間制度）の対象であったため、「天北」の札幌駅 - 音威子府駅間各駅と南稚内駅・稚内駅相互間を乗車し、天北線内で途中下車しない場合は幌延駅経由で運賃・料金を計算するものとされていた。
廃止時の停車駅
札幌駅 - 岩見沢駅 - 滝川駅 - 深川駅 - 旭川駅 - 和寒駅 - 士別駅 - 名寄駅 - 美深駅 - 音威子府駅 - 小頓別駅 - 中頓別駅 - 浜頓別駅 - 鬼志別駅 - 南稚内駅 - 稚内駅
- 14系客車導入前は江別駅・美唄駅・砂川駅にも停車していた。

### 礼文

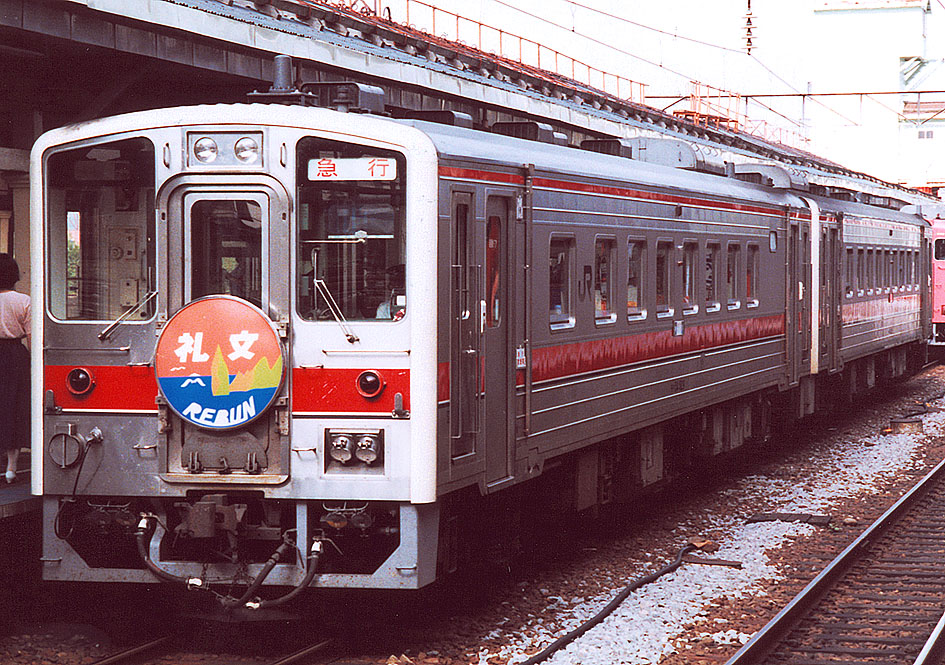
急行「礼文」 （1990年 / 旭川駅）

1961年（昭和36年）10月1日に旭川駅 - 稚内駅間を宗谷本線経由で運行する準急列車として運行を開始し、1966年（昭和41年）3月5日に急行列車となったが、1968年（昭和43年）10月1日に急行「利尻」に改称・統合され一旦愛称が消滅する。1970年（昭和45年）10月1日には再度分離されて愛称が復活し、2000年（平成12年）3月11日ダイヤ改正で上下列車とも運転区間を札幌駅 - 稚内駅間に延長の上、特急「スーパー宗谷」に編入され、愛称が廃止された。
一貫して気動車モノクラスで運転されており、1986年（昭和61年）12月7日にはキハ54形500番台のうち、急行仕様で落成した車両（527 - 529） が投入された。なお、運行開始から廃止に至るまで一貫して冷房非搭載車で運行され、「礼文」は国鉄・JRの定期急行列車としては史上最後の非冷房列車となった。
列車名は稚内沖合に浮かぶ礼文島が由来となっている。ヘッドマークは礼文島の元地海岸の地蔵岩を描いたものとされる。
なお、末期には旭川駅で最高速度130 km/h運転を行っていた特急「スーパーホワイトアロー」に接続していたため、両列車を乗り継いだ場合の札幌駅 - 稚内駅間の所要時間は改正直前の時点で最速5時間21分と「宗谷」「サロベツ」より早かった。
廃止時の停車駅
旭川駅 - 士別駅 - 名寄駅 - 美深駅 - 音威子府駅 - 天塩中川駅 - 幌延駅 - 豊富駅 - 南稚内駅 - 稚内駅
- 当時の「宗谷」「サロベツ」と異なり、和寒駅を通過していた。

### なよろ
1965年（昭和40年）10月1日に札幌駅 - 名寄駅間の急行列車として運行を開始した。以後、一部列車が旭川駅・小樽駅発着で運行されるなどして存続したが、1984年（昭和59年）2月1日に廃止された。
列車名は名寄市に由来する。なお、「なよろ」の列車名は1990年（平成2年）9月1日から旭川駅 - 名寄駅間の快速列車として起用されている（なよろ (列車)を参照）。
廃止時の停車駅（急行列車区間のみ）
札幌駅 - 江別駅 - 岩見沢駅 - 美唄駅 - 砂川駅 - 滝川駅 - 深川駅 - 旭川駅 - 和寒駅 - 士別駅 - 名寄駅

### 紋別・旭川
いずれも、名寄本線に直通した列車であり、「紋別」は札幌駅 - 名寄駅 - 遠軽駅間（末期は興部駅 - 遠軽駅間普通列車）の列車、「旭川」は旭川駅 - 遠軽駅 - 名寄駅 - 旭川駅間の循環列車であった。
「紋別」廃止時の停車駅（急行列車区間のみ）
札幌駅 - 岩見沢駅 - 美唄駅 - 砂川駅 - 滝川駅 - 深川駅 - 旭川駅 - 和寒駅 - 士別駅 - 名寄駅 - 下川駅 - 西興部駅 - 興部駅

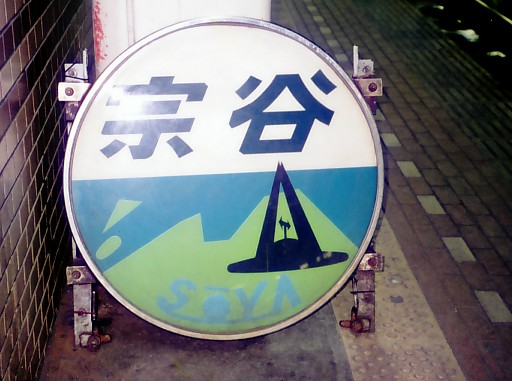
急行「宗谷」のヘッドマーク（1996年3月 札幌駅）
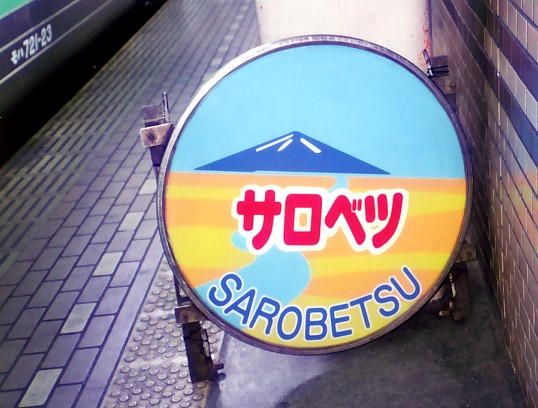
急行「サロベツ」のヘッドマーク（1996年3月 札幌駅）
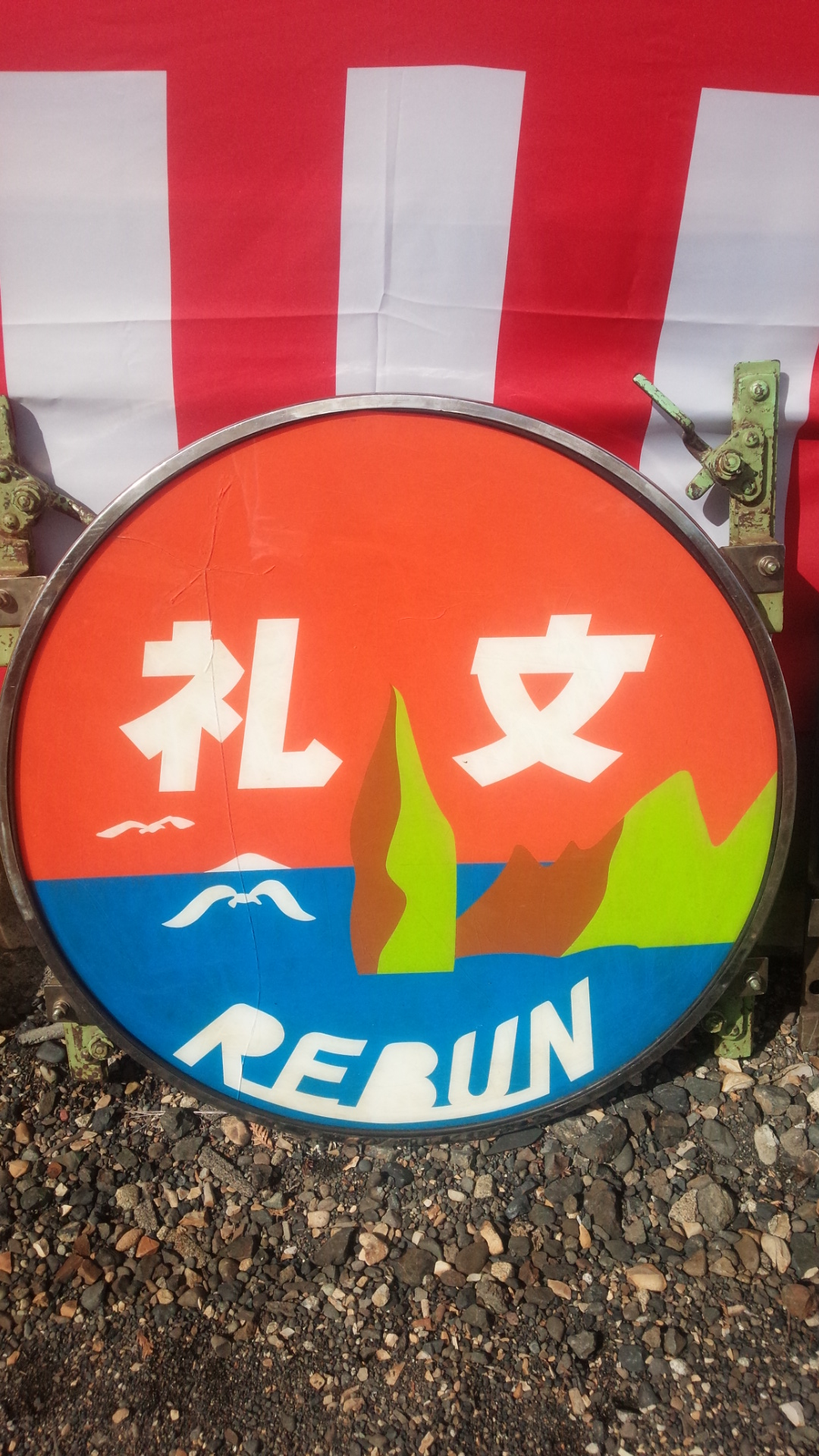
急行「礼文」のヘッドマーク（2016年9月 幌延町）
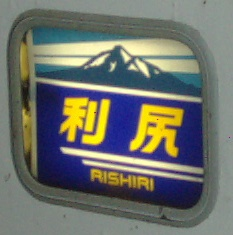
特急「利尻」のヘッドマーク
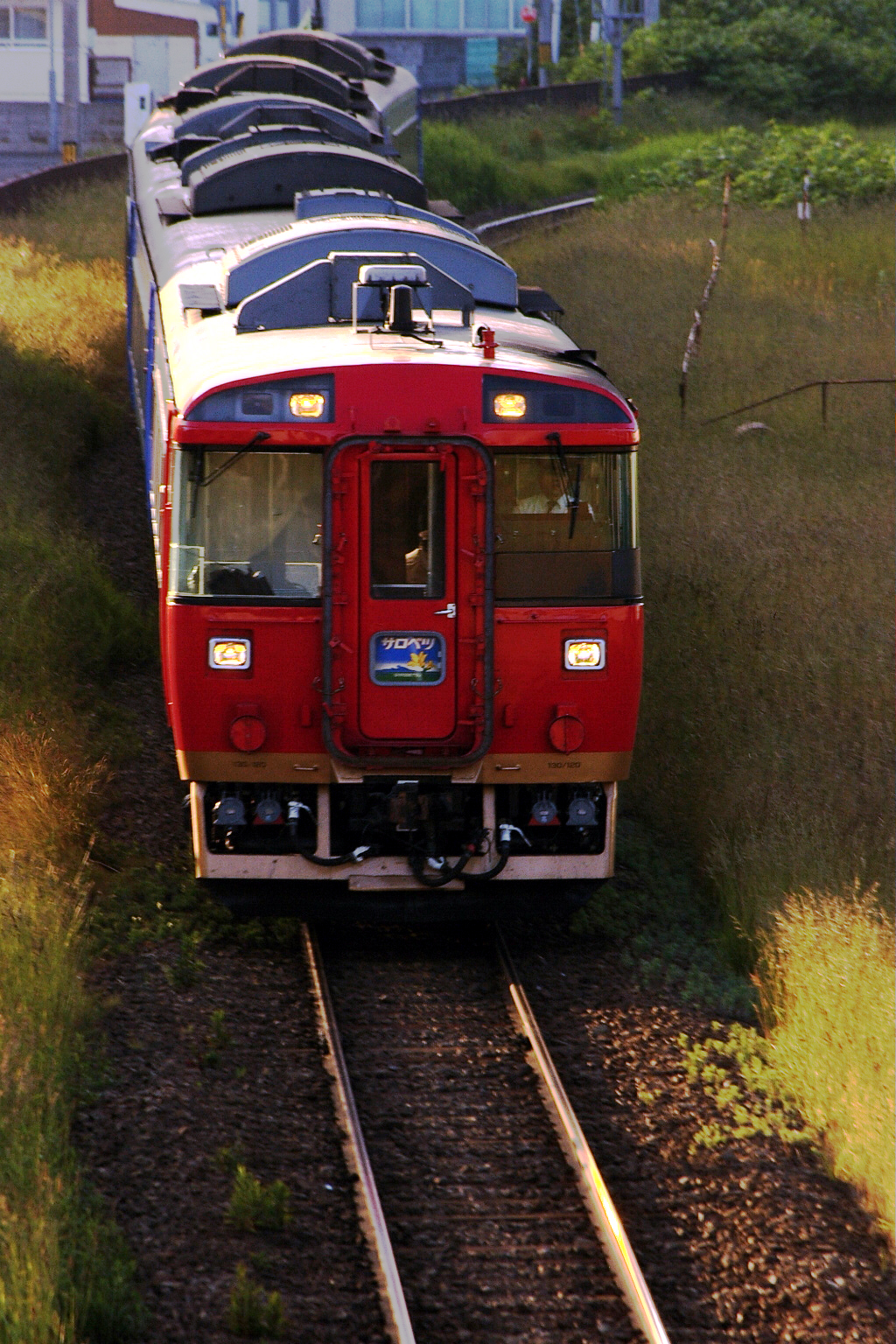
お座敷車が連結されていた「サロベツ」 （2007年10月7日）

### 過去の使用車両（客車・気動車）
14系500番台
座席車
「利尻」の座席車として投入され、のちにキハ56系からのサービスアップ・冷房化を目的に「宗谷」「天北」にも投入され、キハ400系への置換えまで運用された。
北海道向け改造（オハネ14形・スハネフ14形500番台）
14系座席車との組成
座席車につづき、1983年（昭和58年）に「利尻」に投入された。1985年（昭和60年）に「利尻」と編成が共通化された上り「宗谷」・下り「天北」に投入された際にはオハネ14 501 - 503の寝台1区画をグリーンシート改装車し、昼行運用時のみグリーン席として翌年まで運用した。
キハ400系・キハ183系との組成
1991年（平成3年）の「利尻」気動車化にあたり、気動車との併結改造を行ったスハネフ14-501・505・508が投入された。後年「オホーツク」「おおぞら（→まりも）」に投入されたスハネフ14形（502 - 504・506・507）とは塗装のほか給電装置の切替スイッチを装備しないなどの差異があり、運用が分けられていたが、「利尻」の特急化・キハ183系使用開始に伴い、後年仕様の統一が行われている。
キハ56系
14系客車投入前の「宗谷」「天北」、キハ54形投入前の「礼文」で定期運用された。その後も、キハ400系の増結車などで起用されることがあった。
キハ54形500番台
急行仕様で落成した車両（527 - 529） が「礼文」で定期運用された。
キハ400形・キハ480形（キハ400系）
14系客車の置き換え用として、キハ40形100番台・キハ48形300番台・同1300番台を冷房化・高出力化・アコモデーション改造し、1988年（昭和63年）に急行「宗谷」「天北」に投入された。のちに、14系客車(寝台車)との混結により「利尻」、愛称変更により「サロベツ」にも投入された。2000年（平成12年）3月11日の格上げ・高速化まで使用されたのち、一部を除き札沼線（学園都市線）用として格下げ・転用された。
キハ183系気動車
キハ182形 (36 - 38)
老朽化したキロ29・59形お座敷車の取替え用として、キハ400形3両をお座敷車に改造・捻出するため、キハ182形3両を1997年（平成9年）に改造・投入した。キハ400系と混結され「宗谷」「サロベツ」「利尻」の指定席車として、2000年（平成12年）3月11日の格上げ・高速化まで使用された。
特急「サロベツ」「利尻」用N183系・NN183系
2000年（平成12年）3月11日の高速化に伴い、専用の改造を施された普通車のみの3両編成が札幌運転所に配属（2012年度に苗穂運転所に転属）され、特急「サロベツ」「利尻」に投入された。2006年（平成18年）3月17日の「利尻」定期運転終了までは14系寝台客車を列車に応じて増解結することで共通運用を組んでいた。
専用車が使用されない場合や増結となる場合でも、120 km/h運転を行うためN183系・NN183系の使用を基本としていたが、2016年以降は3号車にいわゆる初期車にあたる、キハ183形200番台（最高速度110 km/h）の充当が所定となっていた。
車両の老朽化などにより、2017年（平成29年）3月4日に行われたダイヤ改正による運行体系の再編の際、定期運用を終了した。ただし前述のとおり2023年までキハ261系の代走に用いられる場合があった。

## 宗谷本線・天北線優等列車沿革
樺太が日本の統治下にあった時代、宗谷本線は日本本土と樺太を結ぶメインルートに組み込まれていた。全国的に急行列車が希少であった中、宗谷本線には東京方面との速達輸送のために函館駅と稚内駅を結ぶ急行列車が運行され、長らくエースナンバー「1・2列車」の列車番号が与えられていた。しかし、太平洋戦争後に樺太が日本の施政から離れたため、戦後、宗谷本線に優等列車の運行が再開されるまでには13年を要した。

### 戦前
- 1923年（大正12年）5月1日：稚内 - 大泊間に稚泊航路を開設。同時に函館駅 - 稚内駅（初代：現在の南稚内駅）間で急行1・2列車の運行を開始（函館駅で青函連絡船と、稚内駅で稚泊連絡船と接続）。ただし、急行としての運行は滝川駅までとされ、宗谷本線内での急行運転は行われなかった（函館駅 - 稚内駅間の所要時間は約23時間）。
  - 当時の宗谷本線は浜頓別駅を経由するルート（のちに天北線として分離される）をとっており、急行1・2列車も浜頓別駅を経由した。
- 1924年（大正13年）6月1日：函館駅 - 稚内駅（初代）間の急行1・2列車の急行区間を従来の函館駅 - 滝川駅間から函館駅 - 名寄駅間に延長する形で[21]、宗谷本線初の優等列車が運転開始。名寄駅 - 稚内駅間は普通列車として運転された。
- 1926年（大正15年）9月25日：天塩線音威子府駅 - 幌延駅 - 稚内駅（初代）間の全通[22][23]に伴い、それまで浜頓別駅経由だった急行1・2列車が幌延駅経由に変更される[23]。夏季は全区間を急行列車として運転[24]。
- 1928年（昭和3年）
  - 9月10日：函館駅 - 稚内駅間急行列車の列車番号が変更されて急行203・204列車となり、通年で全区間急行としての運転を開始。同時に時間短縮を優先させるため、急行203・204列車は長万部駅 - 岩見沢駅間の走行路線を函館本線から室蘭本線に変更し、札幌駅を経由しなくなる[24]。
  - 12月26日：稚内駅（初代） - 稚内港駅（現在の稚内駅）延伸開業。急行203・204列車の運行区間も稚内港駅まで延長されるが、急行としての運転は稚内駅までとされた（函館駅 - 稚内駅間の所要時間は下り列車で約18時間45分）。
- 1930年（昭和5年）4月1日：天塩線が宗谷本線に編入され、音威子府駅 - 浜頓別駅 - 稚内駅（初代）間 (149.9 km) を北見線（→天北線）として分離。
- 1931年（昭和6年）11月1日：函館駅 - 札幌駅間を小樽駅経由で結ぶ急行3・4列車の運行を開始。函館駅 - 長万部駅間は急行203・204列車に併結して運行。
- 1934年（昭和9年）12月1日：列車ダイヤが夏季ダイヤと冬季ダイヤの2本立てになる。函館駅 - 稚内港駅間急行列車の列車番号は夏季は急行203・204列車、冬季は急行201・202列車となる。稚泊航路が夏季は夜行便、冬季は昼行便で運航されることに合わせたもの。
- 1937年（昭和12年）
  - 2月：要人の乗車に対応するため、函館駅 - 稚内港駅間の急行列車に特別室付き2等寝台車、マロネ37480（のちのマロネ38）の連結を開始。
  - 6月1日：夏冬2本立ての列車ダイヤが廃止され、通年のダイヤとなる（稚泊航路の夜行便は廃止され、通年昼行便での運航となった）。函館駅 - 稚内港駅間急行列車の列車番号が急行1・2列車に戻り、再び札幌駅を経由するようになる[24]（函館駅 - 稚内港駅間の所要時間は下り列車で約17時間30分）。
- 1938年（昭和13年）10月1日：稚内桟橋駅の開業に伴い、急行1・2列車は同駅までの運転となる。
- 1943年（昭和18年）10月1日：列車番号が急行3・4列車となる。
- 1944年（昭和19年）4月1日：太平洋戦争の戦局悪化を反映した決戦非常措置要綱を基にして、二等寝台車と食堂車が外される。
- 1945年（昭和20年）3月20日：急行列車として運転されてきた函館駅 - 稚内桟橋駅間3・4列車が廃止される[25]。

### 戦後・国鉄時代
- 1949年（昭和24年）6月1日：日本国有鉄道が発足し、各列車を鉄道省から引き継ぎ。
- 1958年（昭和33年）10月1日：札幌駅 - 稚内駅（以下特記ない限り2代。）間で夜行準急「利尻」（りしり）が函館本線・宗谷本線経由で運転開始[23][16]。同列車に三等寝台車を連結[23]。
- 1960年（昭和35年）7月1日：札幌駅 - 稚内駅間で準急「宗谷」（そうや）が函館本線・宗谷本線経由で運転開始[26]。札幌駅 - 旭川駅間は準急「オホーツク」（札幌駅 - 網走駅間）と併結していた。
- 1961年（昭和36年）10月1日：準急「宗谷」が急行列車に昇格し、運行区間を函館駅 - 稚内駅間（室蘭本線・千歳線経由）に変更[26][27]。同時に、札幌駅 - 浜頓別駅 - 稚内駅間（函館本線・宗谷本線・天北線経由）の急行「天北」（てんぽく）[28]、さらに旭川駅 - 稚内駅間（宗谷本線経由）の準急「礼文」（れぶん）が運行開始。
  - 「宗谷」は函館駅 - 滝川駅間で急行「摩周」（函館駅 - 釧路駅間）、函館駅 - 旭川駅間で急行「オホーツク」（函館駅 - 網走駅間）をそれぞれ併結。ただし、「摩周」「オホーツク」に一等車が連結されていたのに対し、「宗谷」は二等車のみだった[29]。
  - 「天北」は札幌駅 - 滝川駅間で急行「狩勝」（札幌駅 - 釧路駅間）を、札幌駅 - 旭川駅間で急行「はまなす」（札幌駅 - 網走駅間）をそれぞれ併結。
- 1962年（昭和37年）
  - 5月1日：札幌駅 - 名寄駅 - 遠軽駅間（函館本線・宗谷本線・名寄本線経由）の急行「紋別」（もんべつ）、旭川駅 - 遠軽駅 - 名寄駅 - 旭川駅間（石北本線・名寄本線・宗谷本線経由）の循環準急「旭川」（あさひかわ）が運転開始[30]。
    - 「紋別」は札幌駅 - 深川駅間で急行「はぼろ」（札幌駅 - 留萌駅 - 幌延駅間）を併結。

  - 10月1日：急行「天北」が「狩勝」との併結を解消し、併結相手が「はまなす」のみとなる。「はまなす」の編成には一等車が連結されていたが、「天北」は二等車のみだった。
- 1963年（昭和38年）6月1日：急行「紋別」紋別駅 - 遠軽駅間を普通列車化[31]。
- 1964年（昭和39年）10月1日：急行「宗谷」が単独運転となり、長万部駅 - 札幌駅間を函館本線経由に変更。同時に一等車の連結を開始。
- 1965年（昭和40年）10月1日：この日のダイヤ改正で、札幌駅 - 名寄駅間の急行「なよろ」が運行開始[21]。2両編成で、1日1往復。当初は札幌駅 - 旭川駅間で急行「大雪」（札幌駅 - 網走駅間）を併結。

- 1966年（昭和41年）

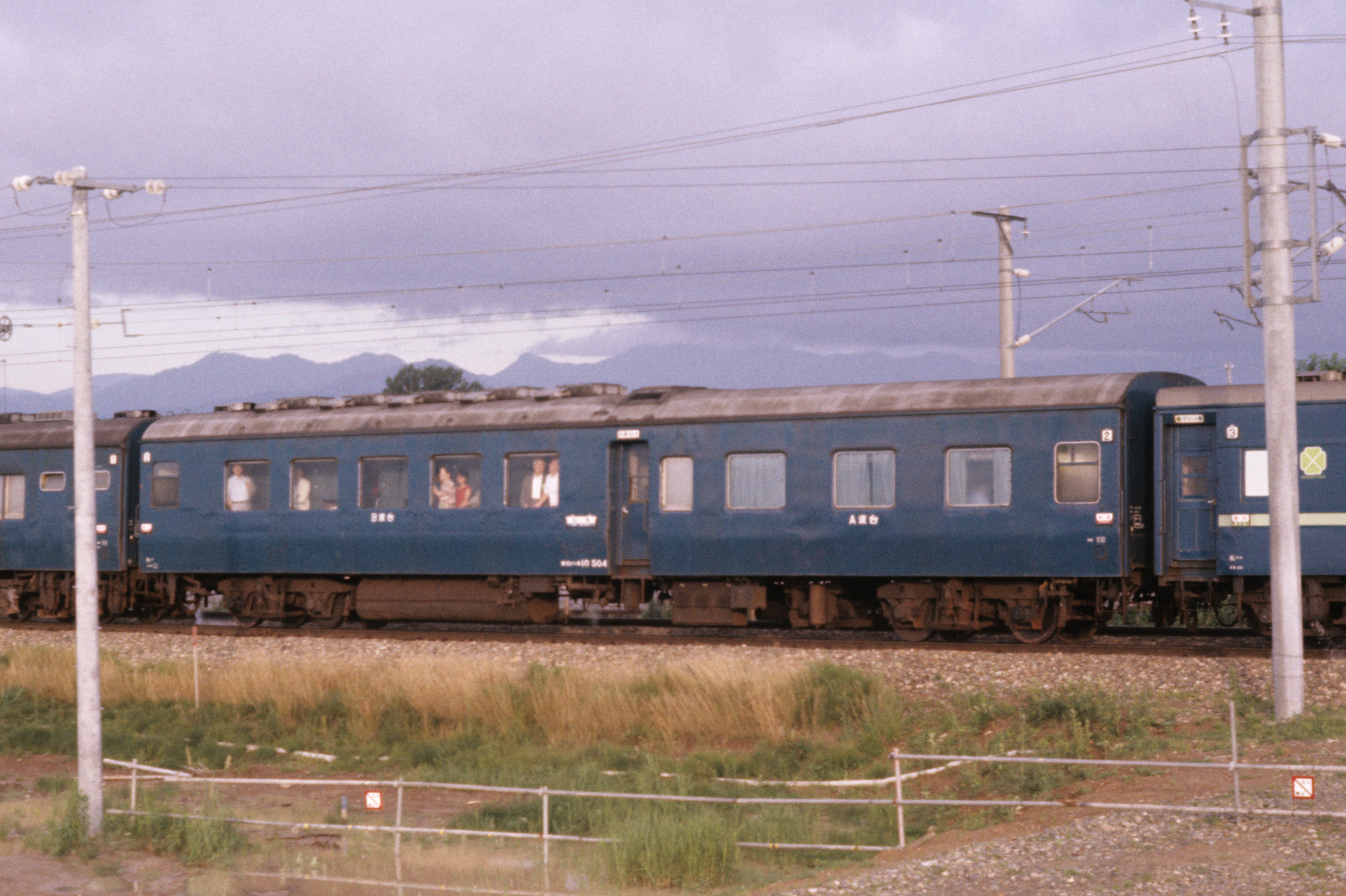
札幌行き急行「利尻」に連結されたオロハネ10 504（厚別駅付近 1977年8月7日）

  - 3月5日：準急列車制度改変に伴い、「利尻」「礼文」「旭川」が急行列車に昇格。準急「かむい」を延長・格上げする形で急行「なよろ」が1往復増発され、2往復となる。「なよろ」1本に一等車の連結を開始。
  - 10月1日：「利尻」の寝台車のうちマロネロ38形（1等寝台・1等座席合造車）からオロハネ10形（1等寝台・2等寝台合造車）に置き換え。これによりマロネロ38形が形式消滅。
- 1968年（昭和43年）10月1日：ヨンサントオのダイヤ改正。以下のとおり変更。
  - 「なよろ」下り1本を札幌発から小樽発に延長。一等車連結列車を1往復に拡大。
  - 旭川駅 - 稚内駅間の昼行急行「礼文」を夜行急行「利尻」と統合。昼行は「（上り／下り）利尻1号」、従来の夜行は「（上り／下り）利尻2号」とする[注 10]。
  - 「天北」が単独運転を開始。この時点でも二等車のみ。
  - 下り「紋別」の普通列車区間を興部→遠軽間とする[31]。また、「旭川」を廃止し、旭川 - 遠軽 - 興部 - 名寄間は急行「オホーツク」とする[32]。
- 1969年（昭和44年）5月10日：等級制度が廃止され、モノクラス制に移行。一等車をグリーン車、二等車を普通車に変更。
- 1970年（昭和45年）
  - 10月1日：この日のダイヤ改正で、「なよろ」の小樽始発列車を手稲始発に短縮。「利尻1号」を「礼文」に再分離し「礼文」の列車名称が復活。また、「天北」にグリーン車の連結を開始。
  - 12月20日：C55牽引だった急行「利尻」にDD51が導入開始[33]。
- 1972年（昭和47年）
  - 3月15日：ダイヤ改正に伴い、「天北」が小樽駅発着となる。ただし、小樽駅 - 札幌駅間は快速列車として運転。
  - 10月2日：ダイヤ改正に伴い、急行「なよろ」のうち1往復を旭川駅 - 名寄駅間に短縮。手稲始発列車も札幌始発に短縮。
- 1975年（昭和50年）7月18日：ダイヤ改正に伴い、「なよろ」2往復すべてにグリーン車が連結される。また、「天北」の小樽駅発着を終了。
- 1977年（昭和52年）11月1日：「利尻」にオロハネ10形（A寝台・B寝台合造車）の連結を取り止め。これ以降、A寝台の連結はなくなる[新聞 4]。
- 1978年（昭和53年）10月2日：ゴーサントオのダイヤ改正。「なよろ」の札幌発着列車を小樽発着に延長。ただし、札幌駅 - 小樽駅間は普通列車として運転。

- 1980年（昭和55年）10月1日：ダイヤ改正に伴い、「なよろ」のグリーン車連結を終了。また、「なよろ」の小樽発着列車を札幌発着に再び短縮。上り「紋別」の普通列車区間を遠軽→興部間とする[31]。
- 1981年（昭和56年）10月1日：急行「宗谷」の運行区間を札幌駅 - 稚内駅間に見直し（函館駅 - 小樽駅 - 札幌駅間は特急「北海」として運行。これにより「北海」は1往復増の2往復となる）[26][16]。「なよろ」の上り札幌行き列車を小樽行きに延長。ただし、札幌駅 - 小樽駅間は普通列車として運転。
- 1982年（昭和57年）11月15日：「利尻」の座席車を14系500番台に置き換え。
- 1983年（昭和58年）4月25日：「利尻」の寝台車を14系500番台に置き換え。
- 1984年（昭和59年）2月1日：急行「なよろ」廃止。

| 14系急行「利尻」（札幌駅 1986年）  |  | 14系急行「宗谷」（稚内駅 1986年） |  | 14系急行「天北」（札幌駅 1987年9月10日） |
| 14系急行「利尻」 （札幌駅 1986年） |  | 14系急行「宗谷」（稚内駅 1986年） |  | 14系急行「天北」（札幌駅 1987年9月10日） |

- 1985年（昭和60年）3月14日：「宗谷」「天北」を14系客車に置き換え[14]。「礼文」の下り旭川始発を2時間半ほど繰り下げ、上り稚内始発を2時間40分ほど繰り上げ、札幌 ‐ 旭川間の特急列車との接続を可能とする[34]。
  - キハ56系気動車が老朽化したことに加え、利用者サービス向上（全車冷房化[注 11]・簡易リクライニングシート化）の一環から当時の定期昼行列車としては珍しく客車による運転となった。また「利尻」と一部車両を共用することで、経費節減を図ったことも変更の理由とされる。
  - 上り「宗谷」・下り「天北」は「利尻」と共通の編成。寝台車を一部グリーン席扱いのコンパートメント席として運転。そのほかは普通車自由席扱いとして開放していた。
  - 下り「宗谷」上り「天北」は14系座席車のみで組成。
  - 牽引機関車は「利尻」と同じく幹線用大型機・DD51形が用いられたが、軌道が脆弱な天北線経由の「天北」は名寄駅 - 稚内駅間を軽量中型のDE10形・DE15形牽引で運行、これも異例の措置であった。
- 1986年（昭和61年）
  - 8月：上り「宗谷」・下り「天北」のコンパートメントグリーン席扱いを廃止。これにより、道内の定期急行列車のグリーン車取り扱い終了。
  - 10月20日：「利尻」の3段寝台が2段化される[新聞 5]。
  - 11月1日：急行「紋別」廃止[31]。名寄本線内普通の快速列車へ格下げ（快速「なよろ」の前身）。
  - 12月7日：「礼文」にキハ54形500番台（急行仕様車）を投入。通常2両編成で運行された。

### 民営化から宗谷本線高速化以前まで
| キハ400系 + キハ182形（2両目）+ 14系寝台車（3両目）による、急行「利尻」（札幌駅） |  | キハ400-141先頭の急行「サロベツ」（札幌駅） |  | 急行「サロベツ」（1998年7月 糠南駅） |
| キハ400系 + キハ182形（2両目）+ 14系寝台車（3両目）による、急行「利尻」（札幌駅） |  | キハ400-141先頭の急行「サロベツ」（札幌駅） |  | 急行「サロベツ」（1998年7月 糠南駅） |

- 1987年（昭和62年）4月1日：国鉄分割民営化により各列車をJR北海道に引き継ぎ。
- 1988年（昭和63年）11月3日：「宗谷」「天北」にキハ40形気動車を急行形化改造したキハ400形・480形気動車を導入[19]。
  - 車両が13両と少ないため、多客期にはキハ56系気動車を増結用として使用。これにより、不定期ながら再びキハ56系が宗谷本線の急行列車で使用されるようになった。
  - これにより、上り「宗谷」、下り「天北」の「利尻」との編成共用を終了。
- 1989年（平成元年）5月1日：前日の運行をもって天北線廃止[1]。「天北」を幌延経由とし「宗谷」1・4号として編入。従来の「宗谷」は2・3号となる。
- 1991年（平成3年）3月16日：「利尻」を気動車と客車の混結編成（キハ400形・480形気動車＋14系500番台寝台客車）に置換え[14]。
- 1992年（平成4年）7月1日：「宗谷」3・4号を「サロベツ」として改称・分離[4]。「宗谷」1・2号は号数なしとなる。
- 1997年（平成7年）：キハ400系のうち3両をお座敷車に転用する代替として、改造を実施したキハ182形を運用開始。
- 1996年（平成8年）5月18日 - 8月9日：函館本線納内駅 - 伊納駅間の神居トンネル内の軌道修繕工事のため、下り「利尻」の滝川駅 - 旭川駅間を根室本線・富良野線に迂回運行。経由しない深川駅の利用者は列車代行バスで輸送。上り「利尻」は通常のルートで運行したが、工事終了の時刻に合わせ運行[35]。

### 宗谷本線高速化後
| 特急「スーパー宗谷」（2006年3月16日 雄信内駅） |  | 特急「サロベツ」（2005年5月10日 稚内駅） |
| 特急「スーパー宗谷」（2006年3月16日 雄信内駅） |  | 特急「サロベツ」（2005年5月10日 稚内駅） |

- 2000年（平成12年）
  - 3月11日：ダイヤ改正に伴い、宗谷本線急行列車をすべて特急に格上げ。これに伴い以下の通り変更[報道 8][新聞 6][新聞 7]。
    - 上り「宗谷」、下り「サロベツ」はキハ261系気動車（基本番台）を導入し、特急「スーパー宗谷」（2・3号）に変更。札幌駅 - 名寄駅間の最高速度を130 km/hに引き上げ。
    - 上下「礼文」は札幌駅 - 旭川駅間を延長し、特急「スーパー宗谷」（1・4号）に変更。
    - 下り「宗谷」、上り「サロベツ」は専用の改造を行ったキハ183系気動車（N183系）を導入し、特急「サロベツ」に変更。札幌駅 - 名寄駅間の最高速度を120 km/hに引き上げ。
    - 「利尻」は、座席車両を「サロベツ」と共通のキハ183系気動車に変更。引き続き14系寝台客車（最高速度95 km/h）を混結。
    - 停車駅について、上下「礼文」が通過していた和寒駅に全列車を停車。上り「宗谷」のみ停車していた佐久駅は全列車通過。
      - なお、同日稚内着の最終下り急行「利尻」に充当された編成の返却回送を利用した、団体臨時列車「さよなら急行利尻」が同日の日中に運転された[15]。

  - 6月 - 8月：「利尻」「サロベツ」に期間限定で「ゴロ寝カー」としてお座敷車両（キハ183系6000番台）の連結を開始[注 12]。

- 2006年（平成18年）3月18日：ダイヤ改正により、以下の通り変更[報道 9]。
  - 「利尻」が臨時列車化され[5]、6月から臨時特急「はなたび利尻」として運転開始。江別駅・美唄駅・砂川駅は通過。
  - 「スーパー宗谷」2号の稚内発車時刻を7時台後半から前半に繰上げ。3号の札幌発車時刻を17時台前半から後半、4号の稚内発車時刻を16時台から18時台にそれぞれ繰下げ。
  - 「スーパー宗谷」・「サロベツ」が全車禁煙化[5]。
- 2007年（平成19年）
  - 9月30日：稚内発の「はなたび利尻」を最後に宗谷本線の夜行列車が事実上の廃止[報道 7]。
  - 10月1日：ダイヤ改正で「スーパー宗谷」4号の運転時刻を18時から16時台に繰り上げ。
- 2008年（平成20年）4月18日：JR北海道が「はなたび利尻」の運行終了を発表[報道 7]。
- 2009年（平成21年）10月1日：ダイヤ改正で「スーパー宗谷」1号の停車駅に美唄駅・砂川駅を追加し、運転時刻を約40分繰上げ。また2号車を自由席に変更[報道 10]。車内公衆電話のサービスを終了[報道 11]。
- 2010年（平成22年）12月4日：札幌駅 - 旭川駅間における日中の特急「スーパーカムイ」の見直しに伴い、下り「サロベツ」の停車駅に美唄駅・砂川駅を追加[報道 12]。
- 2011年（平成23年）7月5日：11時46分頃 岩見沢駅を定時発車後の「スーパー宗谷」2号が、二度のアラーム鳴動・モニタ画面に異常表示。幌向駅にて点検の際、4号車エンジン下部から潤滑油漏れと補機駆動軸の脱落を確認[報道 13]。
- 2012年（平成24年）6月・9月：特急「まんぷくサロベツ号」が運行。土曜日（6月2・30日除く）に下り列車、日曜日（6月3日除く）に上り列車を通常の特急「サロベツ」に代えてノースレインボーエクスプレスで運転。

- 2013年（平成25年）
  - 2月12日：函館線の伊納駅 - 納内駅間を走行中の「スーパー宗谷」2号の先頭車両付近で発煙。ドアの開閉などに使う空気圧縮機のゴム製ベルトがローラーとの摩擦で発熱したのが原因[新聞 8][新聞 9]。
  - 6月：特急「まんぷくサロベツ号」が運行。2012年と同様に通常の特急「サロベツ」に代わり、ノースレインボーエクスプレスを投入するが、下り列車は火曜日と金曜日（28日除く）、上り列車は水曜日と土曜日（29日除く）の運転となる。
  - 7月7日：6日15時45分頃に発生した「北斗」14号の出火事故を受け、183系の一部車両[注 13]が使用停止となった影響で、当面の間「サロベツ」が全区間運休となる[報道 14]。
  - 8月1日：「サロベツ」の代替として旭川駅 - 稚内駅間に毎日運転の臨時快速列車（特急「スーパーカムイ」と接続）が運行される[報道 15][報道 16][報道 17]。使用車両はキハ40形の2両編成であった。
  - 11月1日：メンテナンス体制強化に向けたダイヤ修正を実施、ただし「スーパー宗谷」は使用車両の車齢が6〜14年と比較的若いこともあり、今回の減速の対象から外れた。「サロベツ」は運休を継続[報道 18][報道 19][新聞 10]。
- 2014年（平成26年）
  - 3月15日：ダイヤ改正に伴い、特急「スーパー宗谷」の最高速度を120 km/hに引き下げ[報道 20]。これにより所要時間は平均で7分程増加したが、最速達列車で4時間台は維持された。
  - 8月1日：運休となっていた「サロベツ」の運行を再開[報道 21]。
  - 8月30日：ダイヤ改正。軌道の負荷を低減するため、「スーパー宗谷」に使用するキハ261系気動車（基本番台）の車体傾斜装置を全区間で停止[報道 22][新聞 11]。これにより所要時間は2分程増加した。
- 2015年（平成27年）4月1日：「スーパー宗谷」の車内販売を廃止[報道 23]。
- 2016年（平成28年）
  - 3月24日：3月26日のダイヤ改正における普通列車減便対策として中川町・幌延町・豊富町の各町民乗車票発売開始[11][10][12]。
  - 3月26日：ダイヤ改正に伴い「サロベツ」の3号車にキハ183形200番台（いわゆる基本番台車。最高速度110 km/h）を充当開始。
    - 先行して前年5月ごろから所定編成が変更となっていた[36][20][注 9]。

  - 11月11日：札幌発稚内行き特急「スーパー宗谷1号」が納内駅 - 伊納駅間を走行中、乗降用のドアが閉まっていることを示す運転席の表示が一瞬消えるトラブルが発生。伊納駅で1号車のドアが約5センチ開いているのを車掌が確認。全てのドアを手動で施錠して運転を再開したが、旭川駅で運転打ち切りとなり、旭川駅 - 稚内駅間はバスで代行輸送。この影響で、折り返しの特急「スーパー宗谷4号」も運休となった[新聞 12]。
- 2017年（平成29年）3月4日：ダイヤ改正に伴い、宗谷本線の特急列車の運行体系を以下の通りに再編[報道 24][新聞 13][新聞 14]。
  - 「スーパー宗谷」2・3号および上下「サロベツ」の運転区間を旭川駅 - 稚内駅間に見直し、特急「サロベツ」（1 - 4号）とする。
    - 旭川駅で、札幌駅 - 旭川駅間の特急「ライラック」と同一ホームで接続。

  - 「スーパー宗谷」1・4号は、運転区間をそのまま、特急「宗谷」（号数なし）に改称。
  - 車両は「宗谷」「サロベツ」ともキハ261系気動車（基本番台）による4両編成の運行に統一。
    - これに伴い「サロベツ」のキハ183系で実施していた自動販売機サービスを終了。

  - 札幌駅 - 稚内駅間の特急列車を旭川駅で途中下車せずに乗り継ぐ場合に限り、通しの料金で乗車できる乗り継ぎ料金制度を新設。
- 2018年（平成30年）
  - 2月 - 6月：以下の日程で「サロベツ」1・4号（6月16日のみ2・1号）の一部区間で沿線地域の自治体・団体による特産品の車内販売を実施[報道 25][報道 26]。
  - 旭川NPOサポートセンター・旭川物産協会：2月10・17日、3月10日・24日、4月14日、5月19日、6月9日・23日
  - 豊富町・幌延町・宗谷総合振興局：3月3・25日
  - 稚内観光物産協会・商工会議所：6月16日
  - 7月 - 12月：以下の日程で「サロベツ」1・2・4号の一部区間で沿線地域の自治体・団体による特産品の車内販売を実施[報道 27][報道 28]。
    - 旭川NPOサポートセンター・旭川物産協会：7月7・22日、8月5・25日、9月15・24日、10月6日・20日、11月17日、12月1・15日
    - 稚内観光物産協会・商工会議所：7月14日、8月18日、9月8日
    - 豊富町・幌延町：10月21日、11月23日
- 2019年（平成31年・令和元年）
  - 1月 - 3月：以下の日程で「サロベツ」1・4号の一部区間で沿線地域の自治体・団体による特産品の車内販売を実施[報道 29]。
    - 旭川NPOサポートセンター・旭川物産協会：1月14日、2月2・16日、3月9・23日

  - 7月 - 12月：以下の日程で「サロベツ」1・4号（7月 - 9月は「サロベツ」1・2・4号）の一部区間で沿線地域の自治体・団体による特産品の車内販売を実施[報道 30][報道 31]。
    - 旭川NPOサポートセンター・旭川物産協会：7月13日、8月31日、9月21日、10月12日、11月9日、12月7日
    - 稚内観光物産協会・商工会議所：7月20日、8月24日、9月7日
- 2020年（令和2年）
  - 1月 - 3月：以下の日程で「サロベツ」1・4号の一部区間で沿線地域の自治体・団体による特産品の車内販売を実施[報道 32]。
    - 旭川NPOサポートセンター・旭川物産協会：1月18日、2月29日、3月28日

  - 5月20日：JR北海道が、新型コロナウイルス感染症（COVID-19）の影響により、同年6月14日から当面の間、「サロベツ」3・4号を運休することを発表[報道 33]。
  - 6月10日：JR北海道が、同年5月25日の国の「緊急事態宣言」解除以降、ビジネス利用を中心に利用が回復傾向であること、「3密状態」を回避することを理由に、以下の措置を実施することを発表[報道 34]。
    - 同年6月14日以降の「サロベツ」3・4号は、同年5月20日の発表通り実施。
    - 同年7月1日以降は、上記の全列車を運転再開。

  - 10月14日：JR北海道が、新型コロナウイルス感染症（COVID-19）の影響で、2021年春に、現行の「サロベツ」4本のうち、2本を臨時列車としての運行を検討していることを発表[報道 35]。
  - 11月14日・11月15日：北海道鉄道140年記念として、キハ261系5000番台「はまなす」編成が下り「宗谷」・「サロベツ」4号の運用に充当[報道 3][報道 4][報道 5]。
  - 11月28日：この日より、キハ261系5000番台「はまなす」編成の充当を開始[報道 6]。
- 2021年（令和3年）
  - 1月22日 - 1月29日・2月26日 - 2月28日：上記の予定を変更し、通常の車両（キハ261系基本番台）を使用しての運用に変更[報道 36]。
  - 3月13日：ダイヤ改正により、以下の通りに変更。
    - 上下1往復（「サロベツ」3・4号）を閑散日の曜日（4・5・10・11月の火・水・木曜）運休に変更[報道 1][報道 2]。
    - 上記列車の列車番号を60D+号数から6060D+号数に変更[37]。
- 2023年（令和5年）4月1日：キハ183系のさよなら運転を実施、札幌駅 - 稚内駅間をキハ183系5両編成を使用して臨時列車「キハ183系サロベツ」が1往復（復路は翌日）運行された[報道 37]。途中停車駅は旭川駅、名寄駅で、ヘッドマークは「サロベツ」のデザインのものが使用された。

## 商標
「宗谷」「サロベツ」は、北海道旅客鉄道が商標として登録している。
| 登録項目等 | 内容等                   |
| ---------- | ------------------------ |
| 商標       | 宗谷                     |
| 称呼       | ソーヤ                   |
| 出願番号   | 商願2016-139820          |
| 出願日     | 2016年(平成28年)12月13日 |
| 登録番号   | 第5948544号              |
| 登録日     | 2017年(平成29年)5月19日  |
| 権利者     | 北海道旅客鉄道株式会社   |
| 役務等区分 | 39類（鉄道による輸送）   |

| 登録項目等 | 内容等                   |
| ---------- | ------------------------ |
| 商標       | サロベツ                 |
| 称呼       | サロベツ                 |
| 出願番号   | 商願2016-139819          |
| 出願日     | 2016年(平成28年)12月13日 |
| 登録番号   | 第5948543号              |
| 登録日     | 2017年(平成29年)5月19日  |
| 権利者     | 北海道旅客鉄道株式会社   |
| 役務等区分 | 39類（鉄道による輸送）   |